# Ligné (Loira Atlàntic)

Localització de Ligné (Loira Atlàntic)

Ligné (en bretó Legneg) és un municipi francès, situat a la regió de país del Loira, al departament de Loira Atlàntic, que històricament va formar part de la Bretanya. L'any 2006 tenia 3.778 habitants. Limita amb Les Touches, Mouzeil, Couffé, Le Cellier, Saint-Mars-du-Désert (Mayenne) i Petit-Mars.

## Demografia
| 1962                                       | 1968  | 1975  | 1982  | 1990  | 1999  | 2005  |
| ------------------------------------------ | ----- | ----- | ----- | ----- | ----- | ----- |
| 1.554                                      | 1.664 | 1.662 | 2.211 | 2.730 | 2.948 | 3.682 |
| Des de 1962: població sense dobles comptes |       |       |       |       |       |       |

## Administració
| Període | Identitat       | Partit |
| ------- | --------------- | ------ |
| 2001-   | Maurice Perrion | MoDem  |